# Krimčak
Krimčak (judeokrimski tatarski, krimčački; ISO 639-3: jct), jezik judaističkih Karaita i Krimčaka kojim govori nepoznat broj osoba na ukrajinskom poluotoku Krimu. Sličan je krimskom tatarskom jeziku [crh], a pripada pontsko-kaspijskoj podskupini zapadnoturkijskih jezika.
Danas se njime služi vrlo malo ljudi i prijeti mu izumiranje.

## Vanjske poveznice
- Ethnologue (14th)
- Ethnologue (15th)